# Raimondo Boucheron
Pour les articles homonymes, voir Boucheron (homonymie).
Raimondo Boucheron (Turin, le 15 mars 1800 - Milan, 28 février 1876) est un compositeur et musicologue italien.

## Biographie
Raimondo Boucheron a pris des leçons de musique encore enfant à Coni et Novare, puis, installé à Mondovi, il a continué ses études en autodidacte. Quelques symphonies et des pièces de musique sacrée l'ont fait connaître et lui ont valu le transfert à Voghera, où il a été directeur du Teatro Civico et probablement maître de chapelle de l'église locale.
Il a été ensuite maître de chapelle d'abord à Vigevano (1829), puis à Casale Monferrato (1844) et enfin, de 1847 jusqu'à sa mort, au Dôme de Milan. Guglielmo Quarenghi lui a succédé à ce dernier poste.
Il a composé beaucoup de musique sacrée pour Voghera et Milan (des centaines de compositions,), mais aussi deux opéras non représentés (Ettore Fieramosca et Le nozze al castello) et des symphonies.
Il a joui d'une certaine notoriété et en 1869, il a fait partie des compositeurs sélectionnés par Verdi pour la Messe de Requiem en l'honneur de Rossini, qui cependant n'a pas été représentée et pour laquelle il a écrit le Confutatis et le Oro supplex faisant partie de la Sequentia.
Il est aussi l'auteur de traités théoriques, dans lesquels il essaie d'étudier la relation entre la musique et les phénomènes naturels. Il a écrit également pour la Gazzetta musicale de Milan, dans laquelle a été publiée la première édition de la Filosofia della musica.
Fétis le jugeait comme un musicien avec une excellente culture musicale et un artiste consciencieux, mais privé d'inspiration musicale (« ses œuvres, tant sacrées que profanes, sont d'une banalité exaspérante ») mais comme un théoricien doué d'originalité. À propos de la Filosofia della musica, Fétis estime cependant que Boucheron manquait de profondeur de vue et d'une connaissance suffisamment ample pour une telle entreprise.

## Œuvres

### Compositions principales
- Gran Messa à huit voix et orchestre (1825)
- Gran sinfonia pour orchestre (1828)
- Messa da requiem à trois voix et orchestre (1829)
- Grande Messe de requiem dédiée à A. de la Fage à quatre et cinq voix et orchestre (1840-1874)
- Messa da requiem (28 juillet 1860, pour la commémoration de Charles-Albert)
- Miserere à quatre voix, avec des cordes et une harpe (1873)
- Inno per le cinque giornate di Milano (texte de Pasquale Contini)

### Traités
- Filosofia della musica o estetica applicata a quest'arte (Milan, 1842; second édition 1875). Dans cet ouvrage est abordée la théorie du beau en musique, puis sont traités les caractéristiques des instruments, de la voix, de la tonalité, de la musique d'église et de théâtre.
- La scienza dell'armonia spiegata dai rapporti dell'arte coll'umana natura (Milan, 1856)
- Esercizi d'armonia in 42 partimenti numerati (Milan, 1871)
- Corso elementare completo di lettura musicale in brevi solfeggi